# Сумгаитски погром
Сумгаитският погром или Арменският погром е етнически сблъсък между арменци и азери, довел до кръвопролития и жертви в азербайджанския град Сумгаит между 26 и 29 февруари 1988 г.
Погромът е първото и най-масово етническо насилие в най-новата история на СССР и се счита, че е сред поводите за ескалацията на Нагорно-карабахския конфликт.
Първото по-сериозно етническо напрежение между азери и арменци в Сумгаит, което довежда до масови безредици, е още от 1963 г. Напрежението между 2-те етнически общности в създадения едва през 1949 г. град, белязан от тежки социални проблеми, тлее постоянно. Вечерта на 26 февруари 1988 г. то ескалира, като в продължение на 3 дни между арменци и азери има масово насилие, грабежи, убийства, което довежда и до първите по-сериозни емиграции на арменци към Нагорни Карабах и Армения.
В резултат на Сумгаитския погром официално загиват 28 арменци и 6 азери. Ранени са над 100 цивилни и над 200 военнослужещи (изпратените от централната власт войски пристигат прекалено късно и са прекалено пасивни, за да предотвратят събитията. Според други, неофициални, информации загиналите са около 100 души. На 29 февруари 1988 г. на заседание на Политбюро на ЦК на КПСС в доклад, с гриф „строго секретно“, се казва, че погромът е бил насочен изключително срещу лица от арменска народност.
Смята се, че конфликтът се поражда и заради многобройните митинги в Армения с призиви за присъединяване на Нагорни Карабах към арменската държава. На 27 февруари главният прокурор на СССР А. Ф. Катусев заявява, че при стачка са загинали 2 азербайджанци, но „пропуска“ да уточни, че единият е загинал от ръката на азерски милиционер. Вследствие на изказването много азери се събират на протести с призиви да бъде убит всеки арменец и насилието става масово.
Като катализатор на погрома някои анализатори отчитат и ниския социален статус на голяма част от жителите на Сумгаит. Липсата на адекватно и своевременно разследване на погрома, както и фактът, че няма наказани лица, води до сериозната ескалация на Нагорно-карабахския конфликт.
Според тогавашния втори секретар на Централния комитет на Комунистическата партия на Съветския съюз Александър Яковлев Сумгаитският погром е провокиран от Комитета за държавна сигурност, за да демонстрира важността си за запазването на стабилността на режима.